# جيروم ألن (كرة سلة)
جيروم ألن (بالإنجليزية: Jerome Allen) مواليد 28 يناير 1973 في فيلادلفيا، هو مدرب كرة سلة أمريكي ولاعب معتزل. بدأ مسيرته الاحترافية في سنة 1995. تم اختياره من قبل فريق مينيسوتا تمبر ولفز خلال الدرافت. وهو مدرب مساعد لفريق بوسطن سيلتكس في الرابطة الوطنية لكرة السلة. يبلغ طوله 6 قدم 4 بوصة (1.9 م). حقق المركز الثالث في ألعاب النوايا الحسنة 1994. اعتزل اللعب في 2009. أحرز خلال مسيرته في الإن بي إيه 336 نقطة بمعدل نقطتان في المباراة الواحدة.

## المسيرة الاحترافية
لعب مع مينيسوتا تمبر ولفز في موسم 1995–1996، ثم لعب مع إنديانا بايسرز في موسم 1996–1997، ثم لعب مع دنفر ناغتس في سنة 1997، ثم لعب مع ليموج سي إس بي في الدوري الفرنسي من سنة 1997 إلى 1999، ثم لعب مع أولكرسبور في موسم 1999–2000، ثم لعب مع فيرتوس روما في الدوري الإيطالي من سنة 2000 إلى 2002، ثم لعب مع ساسكي باسكونيا في الدوري الإسباني في موسم 2002–2003، ثم لعب مع أماتوري أوديني في سنة 2003، ثم لعب مع باسكت نابولي من سنة 2003 إلى 2005.

## الميداليات
| الميدالية | المسابقة                  |
| --------- | ------------------------- |
| برونزية   | ألعاب النوايا الحسنة 1994 |

## روابط خارجية
- جيروم ألن على موقع الدوري الأوروبي لكرة السلة (الإنجليزية)
- جيروم ألن على موقع إن بي أي (الإنجليزية)
- جيروم ألن على موقع سبورتس رفرنس (الإنجليزية)
- جيروم ألن على موقع الدوري الإسباني لكرة السلة (الإسبانية)
- جيروم ألن على موقع كرة السلة الأوروبية.كوم (الإنجليزية)
- جيروم ألن على موقع كلية كرة السلة في سبورتس رفرنس.كوم (الإنجليزية)
- جيروم ألن على موقع ريلجم (الإنجليزية)
- جيروم ألن على موقع بروبوليرز (الإنجليزية)
- جيروم ألن على موقع سبورتس رفرنس (الإنجليزية)
- جيروم ألن على موقع كلية كرة السلة في سبورتس رفرنس.كوم (الإنجليزية)